# Rostrum (anatomie)
Pour les articles homonymes, voir Rostre.
 (octobre 2017).
Améliorez-le ou discutez des points à vérifier. 

Rostrum (2) de Nebalia.

En anatomie, le rostrum (du latin rostrum, « bec »), appelé aussi rostre, désigne un appendice de forme allongée de certains animaux vertébrés et invertébrés.

## Invertébrés
Chez les invertébrés, le rostrum peut être le :
- Prolongement de la carapace des crustacés
- Rostrum des arthropodes : lèvre supérieure de leur bouche
- Proboscis de certains ordres d'insectes (lépidoptères, hyménoptères, coléoptères) ou de gastéropodes
- Extrémité pointue, appelée rostre, du squelette interne de certains céphalopodes (souvent la seule partie conservée des bélemnites)
- Crochet des Brachiopodes

Rostrum d'invertébrés
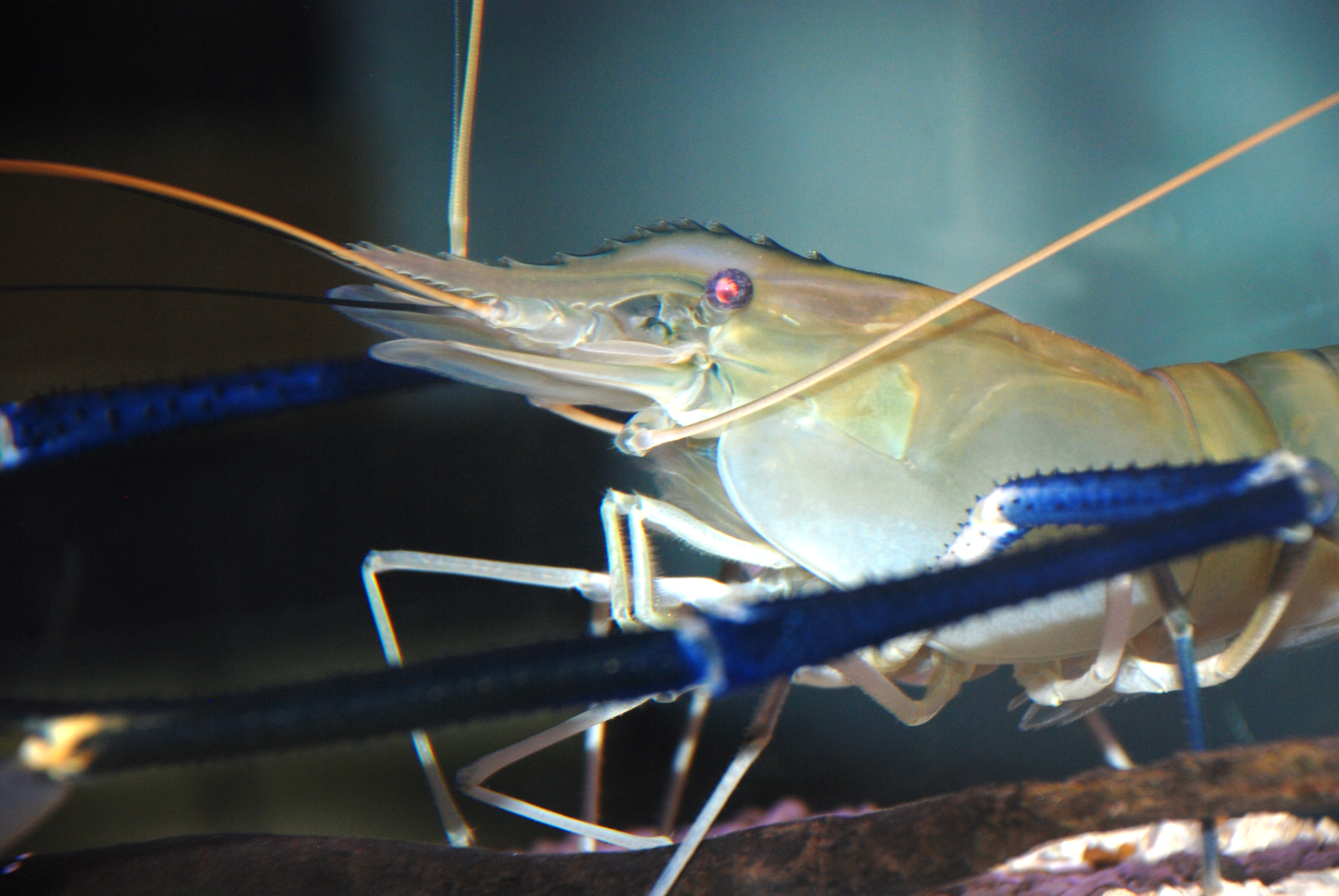
Rostrum de la crevette géante d'eau douce
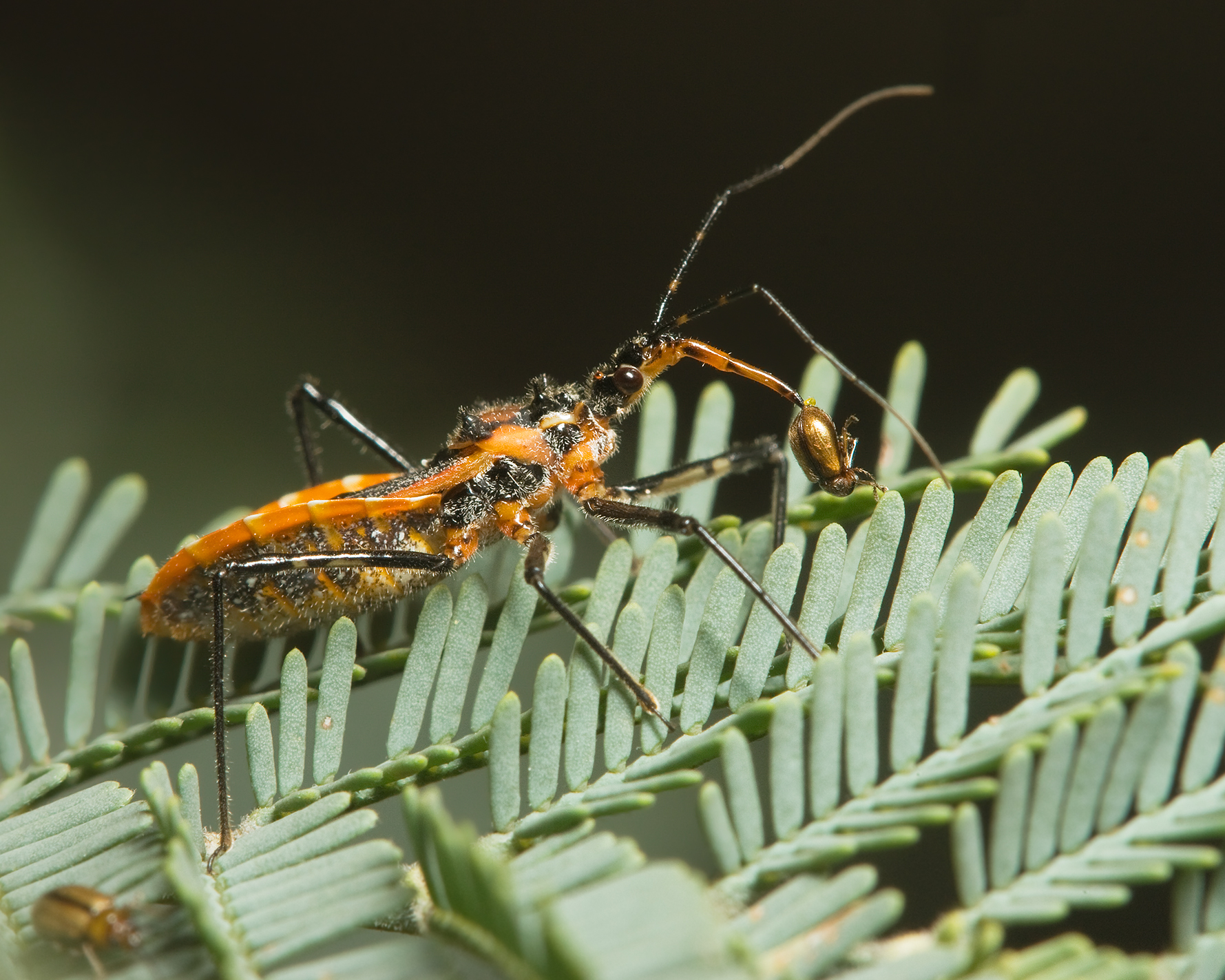
Punaise « embrochant » littéralement sa proie avec son rostre
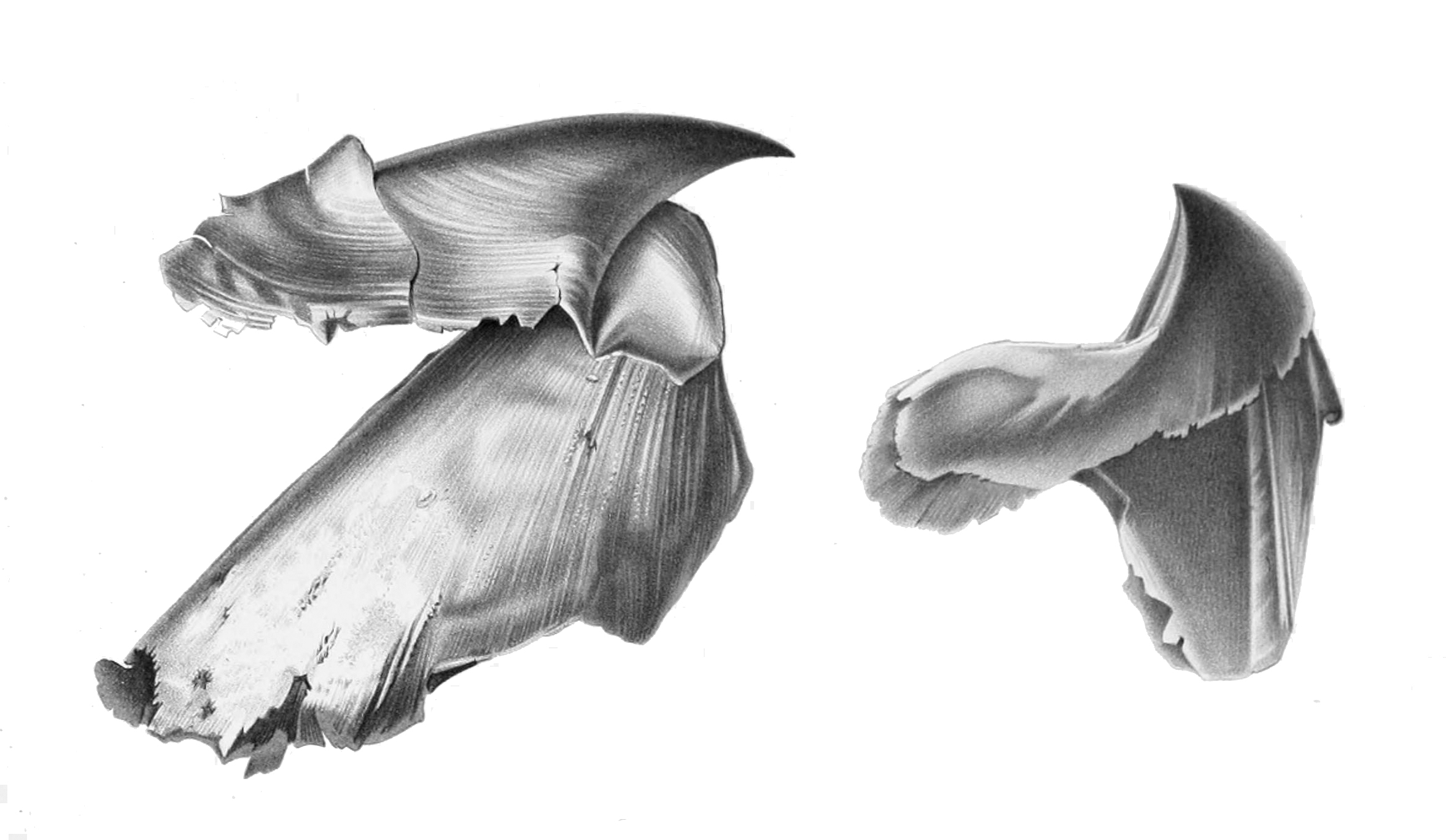
Les deux mandibules du bec de calmar géant [réf. nécessaire]
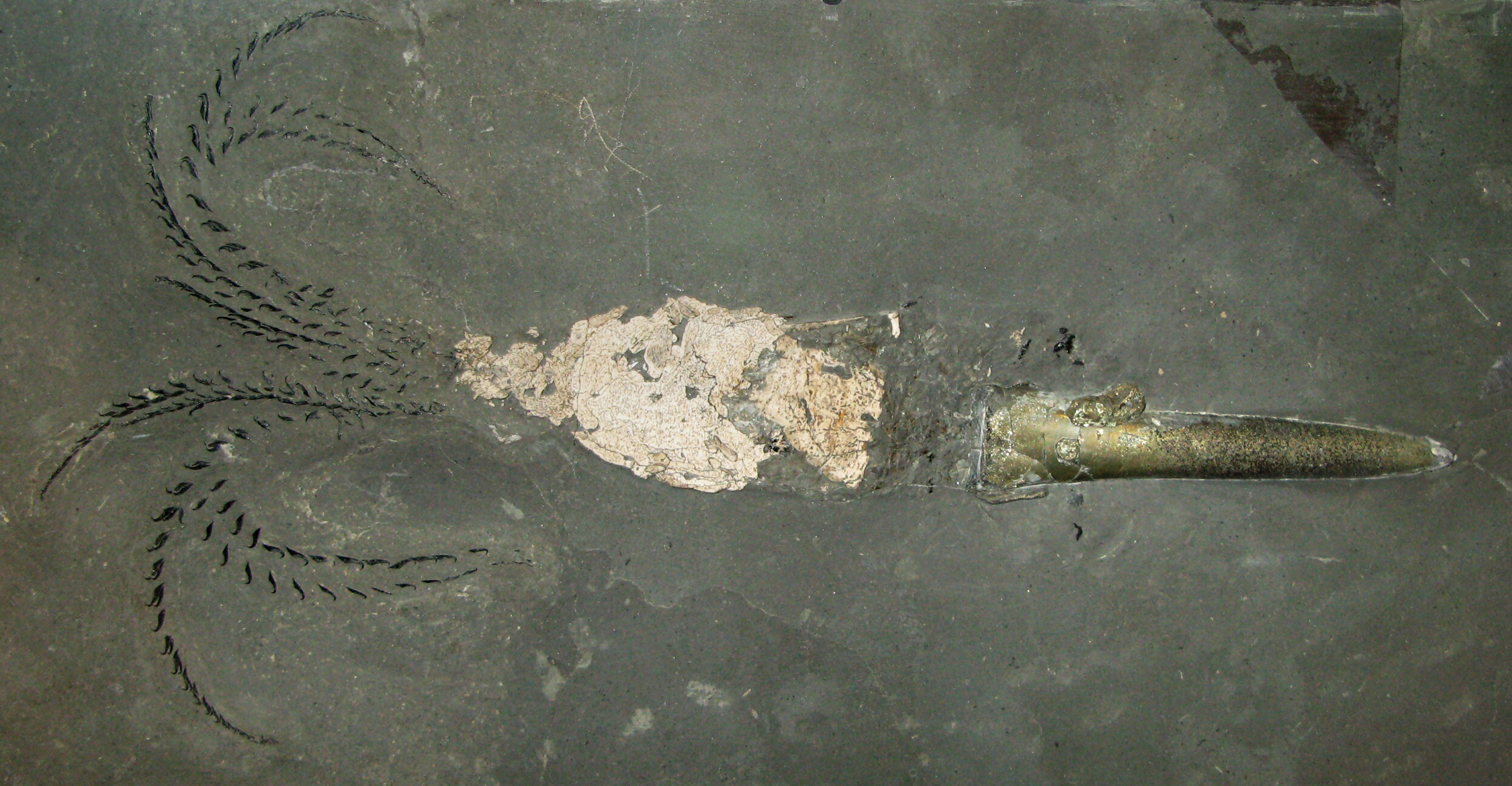
Fossile complet d'une bélemnite avec, à droite, le rostre de l'animal[2] qui servait principalement à équilibrer la masse de l'animal en augmentant sa stabilité

## Vertébrés
Chez les vertébrés, le rostrum peut être le :
- Rostre des cétacés odontocètes
- Rostre de poissons (poissons-scies, requins-scies, marlins)

Rostrum de vertébrés
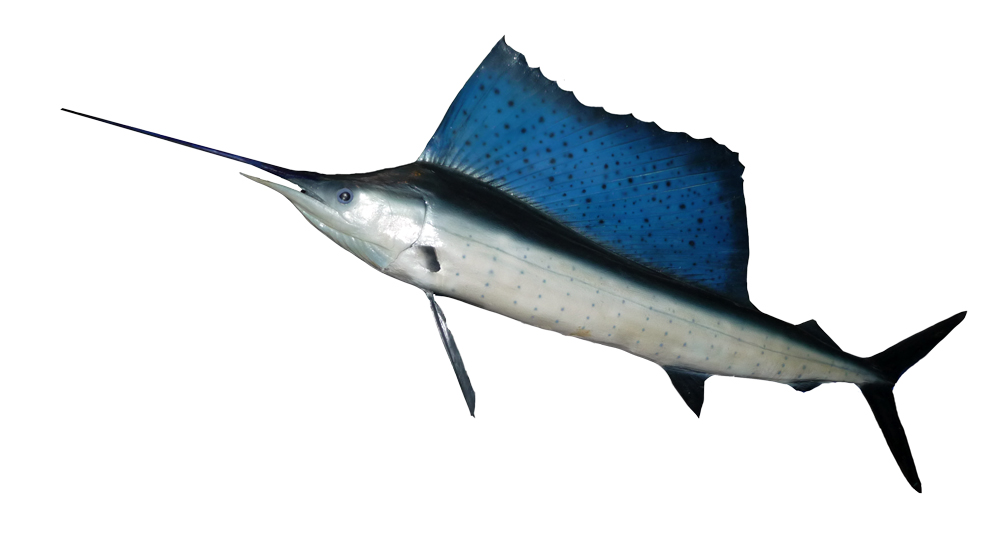
Le rostrum du voilier de l'Indo-Pacifique est l'extension de sa mâchoire supérieure
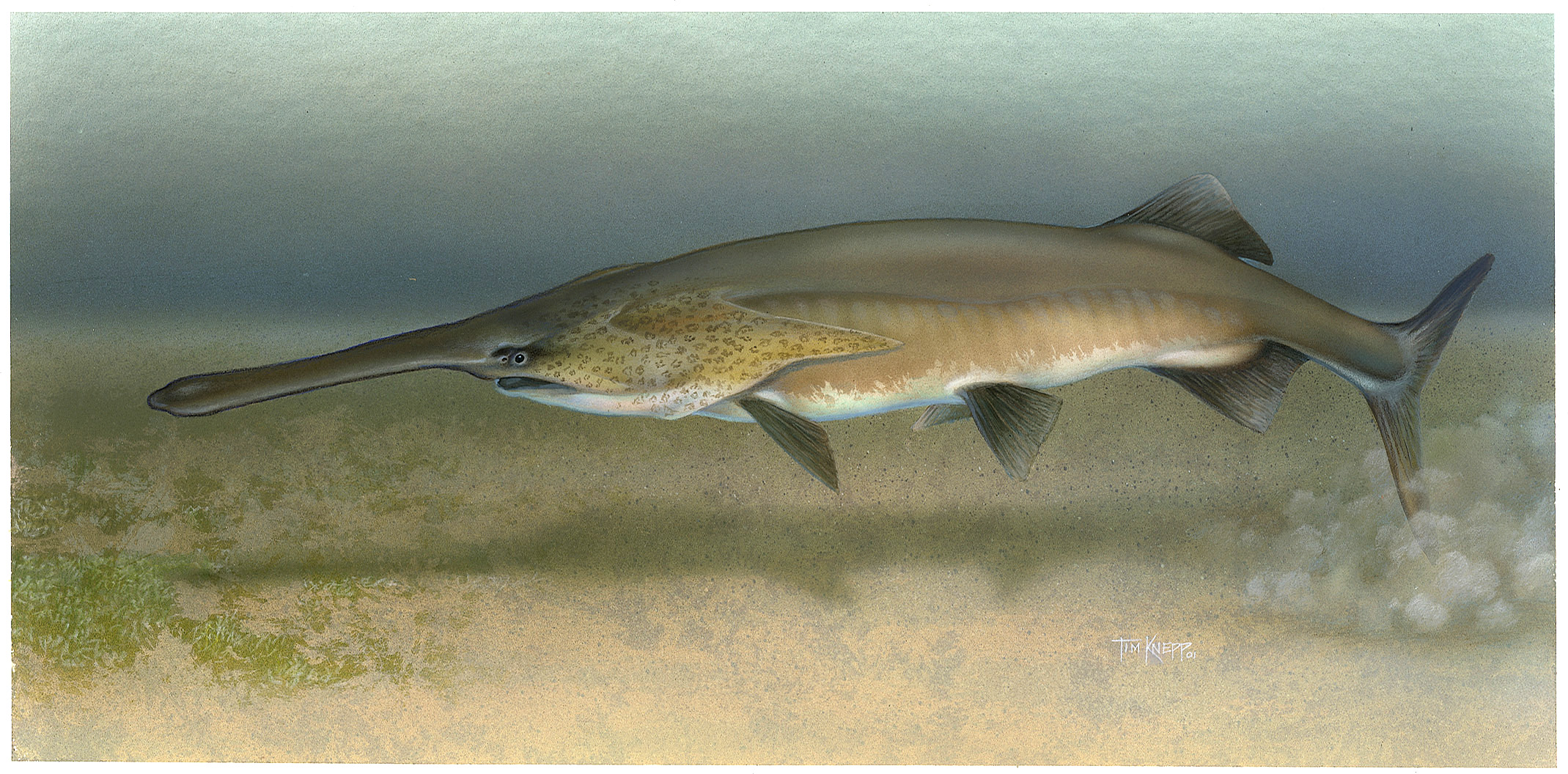
Poisson-spatule qui localise sa proie grâce au rostrum couvert d'électrorécepteurs